# Christian Bale
Christian Charles Philip Bale (Haverfordwest, Gales, 30 de enero de 1974) es un actor británico ganador de dos Globos de Oro, dos premios del SAG y un Óscar. Se le considera uno de los actores del estilo de método más importantes de su generación, debido a su intensidad y a las transformaciones drásticas de su cuerpo en diversos papeles.
Entre su filmografía más aclamada destacanː American Psycho (2000); The Machinist (2004); la trilogía del director Christopher Nolan dedicada al superhéroe Batmanː Batman Begins (2005), The Dark Knight (2008), The Dark Knight Rises (2012); The Fighter (2010); American Hustle (2013); y La gran apuesta (2015).
Otros carteles destacados de Bale son: Empire of the Sun (1987), Equilibrium (2002), The Prestige (2006), 3:10 to Yuma (2007), Public Enemies (2009), Terminator Salvation (2009), Ford v Ferrari (2019), Thor: Love and Thunder (2022).

## Biografía
Christian Charles Philip Bale nació el 30 de enero de 1974 en Haverfordwest, Pembrokeshire, hijo de padres ingleses: Jenny James, una artista de circo, y David Bale, un empresario y activista por los derechos de los animales. Bale ha comentado: «Nací en Gales, pero no soy galés, soy inglés»; tiene tres hermanas. Uno de sus abuelos era comediante; el otro era un sustituto del actor John Wayne. Bale y su familia se mudaron a Portugal y Oxfordshire, Inglaterra y luego se establecieron en Bournemouth. Reconoció que la frecuente reubicación tuvo una gran influencia en su elección de carrera.
Bale se entrenó en ballet cuando era niño. Su primer papel como actor llegó a los ocho años en un comercial del suavizante de telas Lenor. También apareció en un comercial de cereales Pac-Man. Después de que su hermana fuera elegida para un musical en el West End de Londres, Bale consideró dedicarse a la actuación profesional. Más tarde afirmó que no le parecía atractivo actuar pero lo prosiguió porque "no había razón para no hacerlo" y agregó que "todo el mundo seguía pidiéndole que lo hiciera". En 1984, Bale actuó junto a Rowan Atkinson en la obra The Nerd in the West End. Asistió a la escuela de Bournemouth, pero se fue a los 16 años. Los padres de Bale se divorciaron en 1991 y él se mudó con su padre a Los Ángeles a los 17 años.

### Vida personal
Antes de ser actor salió en varios comerciales cuando lo invitaron a interpretar a un personaje. Al ver que él encajaba bien fue donde comenzó su carrera como actor. El 29 de enero de 2000, Christian Bale contrajo matrimonio con la modelo Sandra "Sibi" Blažić. El 27 de marzo de 2005 nació su primera hija, Emmeline Bale en Santa Mónica, California. En marzo de 2014, la pareja confirmó que se encontraba esperando a su segundo hijo. En agosto de 2014, el actor confirmó el nacimiento de un bebe varón al que han llamado Joseph.
Como su padre, Bale apoya activamente grupos defensores del medio ambiente y los animales como Greenpeace y World Wildlife Fund y pertenece a la Junta directiva de Dian Fossey Gorilla Fund. Se considera, y así lo ha declarado muy tímido y reservado, pero no le apetece esconderse. Su hobby son las motos, pero un accidente sufrido en 2012 parece haberle alejado de tal afición pues le dejó prácticamente inutilizado el brazo izquierdo por una buena temporada y como secuelas ahora porta una muñeca de acero, una clavícula de titanio y 25 tornillos.

### Controversias
A principios de 2009, se publicó un audio de julio de 2008 (durante el rodaje de Terminator Salvation) en el que se puede oír a Bale tener un ataque de rabia contra el director de fotografía Shane Hurlbut, quien se cruzó en el campo de la cámara mientras filmaba una escena. Días después, se disculpó públicamente por el suceso, argumentando que su actitud fue inexcusable y totalmente fuera de lugar. Además, aseguró que esta disputa se resolvió el mismo día en el que sucedió.

## Trayectoria profesional

### Sus comienzos

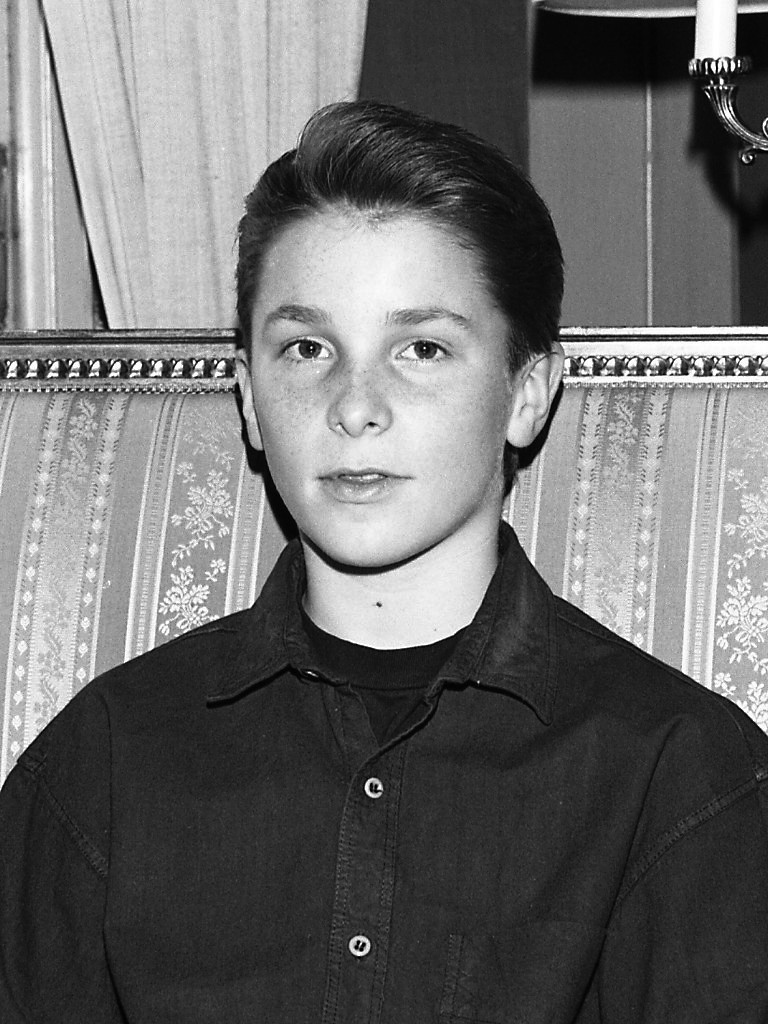
Bale en 1988.

Empezó en el teatro siendo un niño y siguiendo la vena artística de su madre, una de sus obras más conocidas "The Nerd", de 1984, la hizo junto a Rowan Atkinson, quien unos años después también se haría famoso gracias a Mr. Bean, y a la edad de 8 años, en 1983, apareció brevemente en un anuncio de los cereales "Pac Man".
En la juventud de 13 años, debuta en el cine de la mano de Steven Spielberg en el filme Empire of the Sun (1987), al pasar un casting de más de 4000 niños, pronto se vería lo acertado de la elección cuando la actuación de Bale como el chico James es elogiada por los críticos.
Trabajó en la película Henry V (1989) y al año siguiente en Treasure Island. Trabaja en el musical de Disney Newsies (1992), y participa en la película de Thomas Carter, Swing Kids (1993), convirtiéndose en uno de los llamados "chicos swing" o "jóvenes del swing".
Con 20 años, actúa en Mujercitas (1994) y unos años más tarde en The Portrait of a Lady (1996).
En el año 2000, rueda las películas Shaft: The Return y American Psycho. En esta segunda película, Bale luce un cuidado físico que parece elevarle a la categoría de sex symbol; sin embargo, es un actor muy versátil. Cuatro años después, su papel en The machinist (2004), una producción española, le puso a prueba física y mentalmente a la hora de enfrentarse a uno de los roles más difíciles de su carrera hasta el momento. Debió bajar de peso hasta el punto de verse famélico; una transformación que recordaba a la de Robert De Niro en Toro salvaje, pero adelgazando en lugar de engordando. Superó el desafío con gran satisfacción tanto para la crítica como para el público.

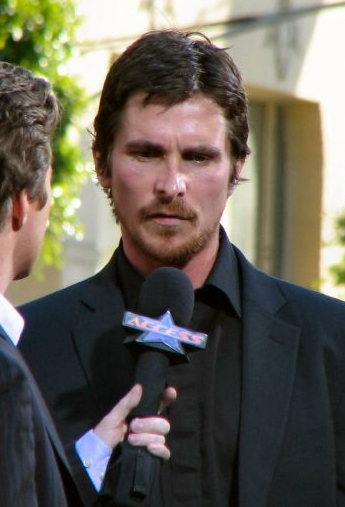
Bale en 2005.

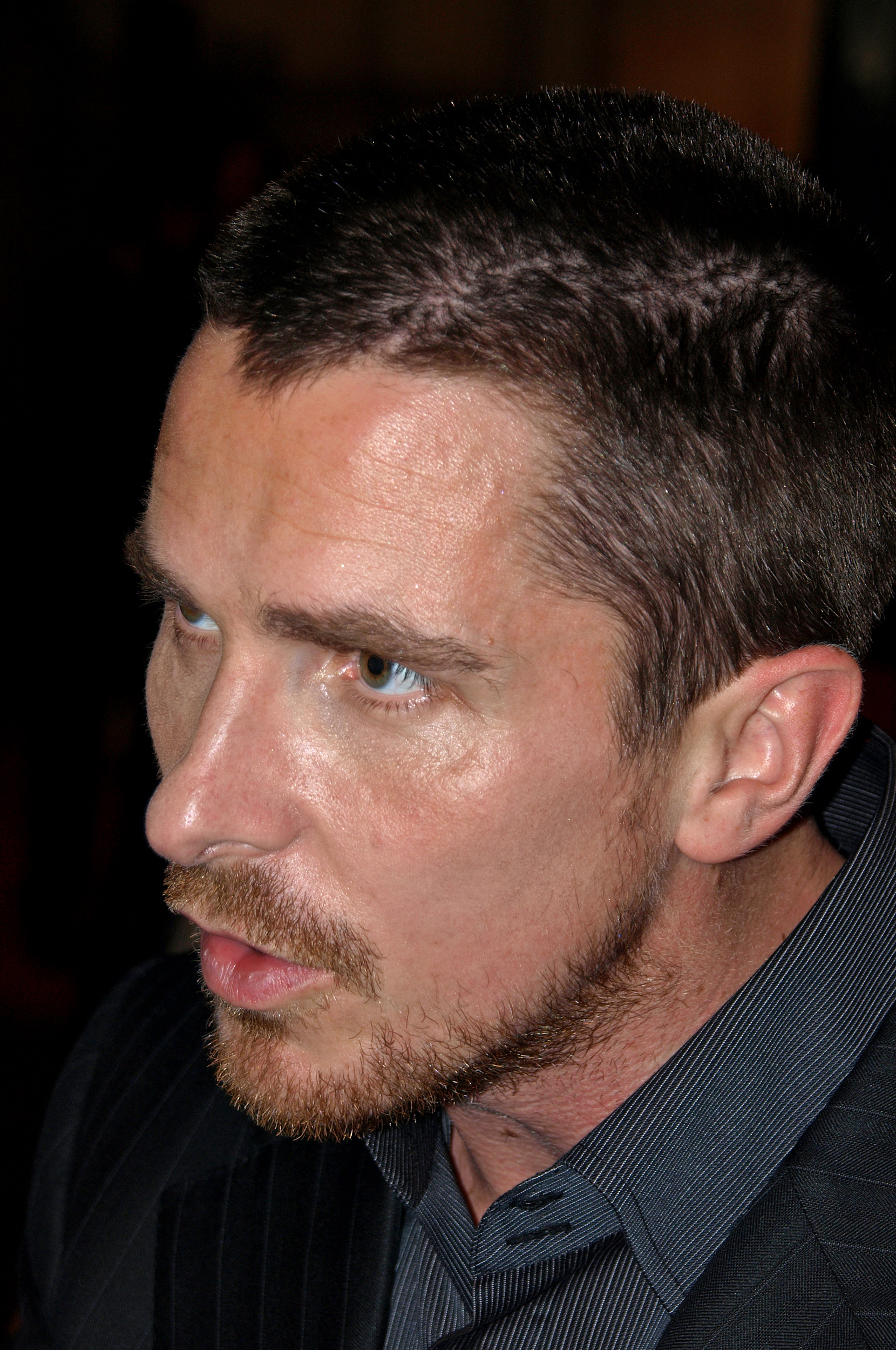
Bale en 2008.

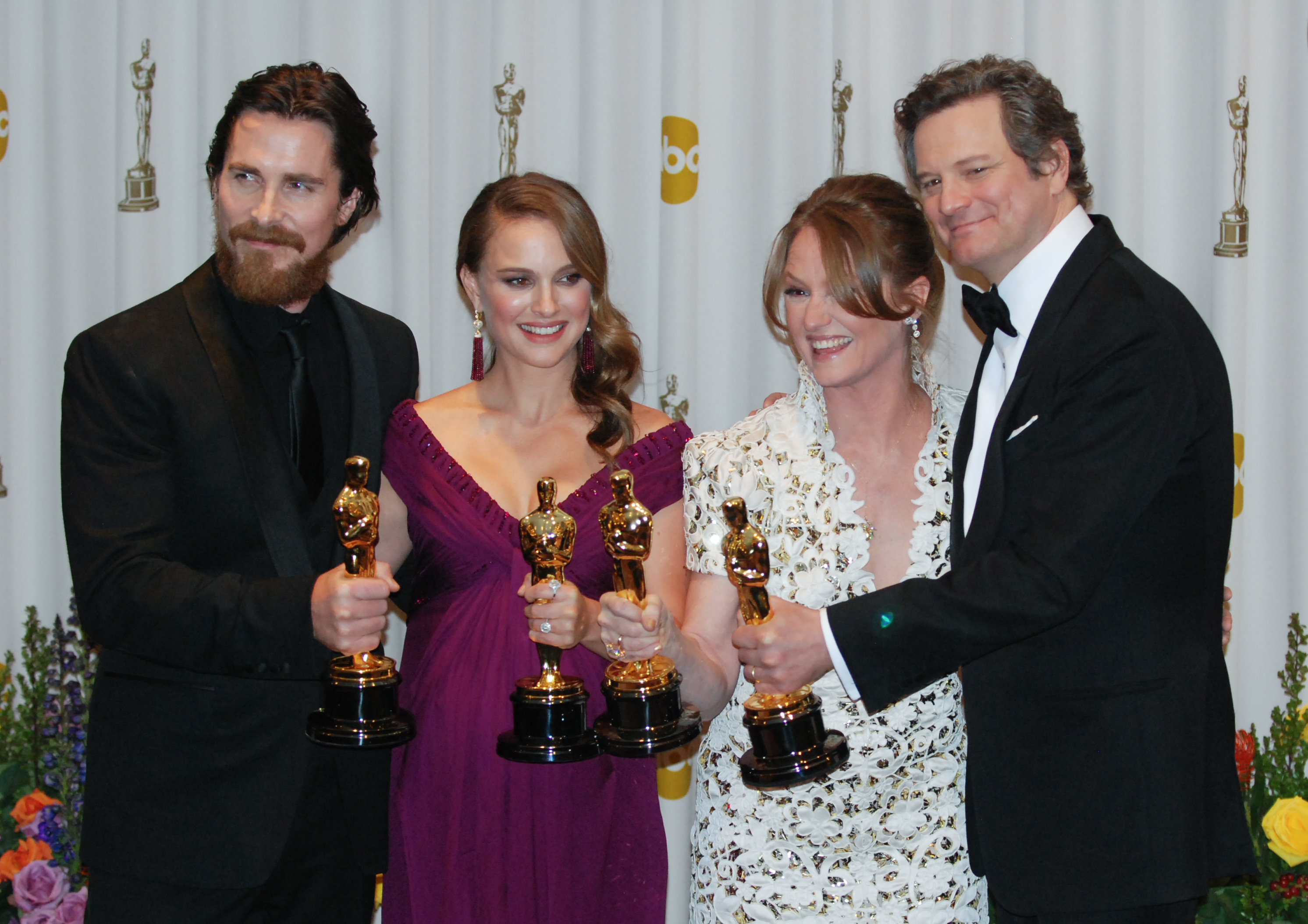
Christian Bale con Natalie Portman, Melissa Leo y Colin Firth en la entrega de los Óscar de 2011.

En 2006 participó en la película The Prestige junto a Hugh Jackman y Michael Caine, dirigida por Christopher Nolan interpretando a Alfred Borden, un mago tosco y purista. En el año 2007 participa en Rescue Dawn, I'm Not There y 3:10 to Yuma.
Posteriormente en 2009, estuvo involucrado en las cintas Terminator Salvation, secuela de la saga donde interpretó a John Connor y Public Enemies, como Melvin Purvis, el Agente del FBI, al que J. Edgar Hoover encargó la cacería del famoso asaltante John Dillinger, interpretado por Johnny Depp.
En el 2010, su carrera llegó a la cúspide cuando ganó el premio Óscar, el Globo de Oro y el Premio del Sindicato de Actores al Mejor Actor de Reparto por su interpretación de Dicky Eklund en la película The Fighter (2010), interpretación que fue totalmente aclamada tanto por el público como por la crítica especializada.
En 2011 participa en la cinta de coproducción China-Hong Kong 金陵十三釵 (Las flores de la guerra) dirigida por Zhang Yimou en el papel de John Miller, un maquillador de cadáveres que se hace pasar por sacerdote con el fin de proteger a las alumnas del convento y a las prostitutas de un burdel cercano en plena segunda guerra sino-japonesa.
En 2013 fue nominado nuevamente a un premio Óscar, esta vez como mejor actor por su papel en American Hustle, interpretando al estafador Irving Rosenfeld, basado en la novela de Melvin Weinberg.
En 2014 Christian Bale es naturalizado estadounidense.
En octubre de 2014, el guionista Aaron Sorkin confirmó que el actor Christian Bale interpretaría a Steve Jobs en la película basada en la biografía oficial del cofundador de Apple escrita por Walter Isaacson en 2011. pero en noviembre de 2014, se indicó que el actor habría rechazado interpretar a Steve Jobs debido a que considera que no es la persona adecuada para interpretar el papel.
Participa junto con Brad Pitt y Ryan Gosling en La gran apuesta (2015), la adaptación cinematográfica de una novela de Michael Lewis sobre la burbuja inmobiliaria que causó la reciente crisis financiera. Terrence Malick lo fichó para protagonizar Song to Song (2017), pero no salió en el montaje final de la película, y es la voz a la pantera Bagheera en Mowgli: Legend of the Jungle (2018).
Unos de sus últimos rodajes terminados vuelve a suponer un aumento de peso para encarnar al vicepresidente estadounidense Dick Cheney en la cinta Vice (2018). Posteriormente a eso debió perder 30 kg de peso para interpretar al piloto Ken Miles en la cinta Ford v Ferrari de 2019. Sus dos últimos rodajes fueron el de Thor love and thunder (2022). en el cual interpreta al carnicero Gorr. y en Amsterdam (2022), donde hace de Burt Berendsen.

### Sus papeles

#### Batman
De todas formas, su gran oportunidad para erigirse en un actor de máxima cotización llegó con el papel protagónico de Bruce Wayne / Batman en la trilogía que comenzó con Batman Begins (2005), una película de superhéroes británica-estadounidense basada en el personaje Batman de DC Comics, que fue coescrita y dirigida por Christopher Nolan, y protagonizada por Bale, junto con Michael Caine, Liam Neeson, Katie Holmes, Gary Oldman, Cillian Murphy, Tom Wilkinson, Rutger Hauer, Ken Watanabe y Morgan Freeman.
La película reinicia la serie fílmica de Batman, contando la historia de origen del personaje principal, interpretado por Bale, para la cual tuvo que recuperar el peso perdido y además lograr una gran condición física y dominio en artes marciales. En 2008 vuelve con la segunda entrega The Dark Knight, de la cual se obtuvieron muy buenas impresiones llegando a considerarse una de las mejores películas de superhéroes de la historia; y rompiendo el récord de taquilla en Estados Unidos, al lograr más de 500 millones de dólares.
En 2012 interpreta por tercera y última vez a Bruce Wayne, en The Dark Knight Rises, sellando así el final de la trilogía de Christopher Nolan del justiciero oscuro y declarado por la crítica y por los seguidores como uno de los mejores Batman que ha dado la historia del cine.

#### Trevor Reznik
El británico interpretó a Trevor Reznik en El maquinista, un mecánico con insomnio y problemas de memoria, que está implicado en un asesinato. Para este thriller psicológico, Bale pasó cuatro meses antes del rodaje comiendo una manzana y un café al día. Alcanzó a perder 28 kilos y redujo su masa corporal a 50 kilogramos.

#### Dicky Ecklund
Christian Bale no es ajeno a la fluctuación de su peso en función del personaje que interpreta, por lo que le resultó muy fácil cuando tuvo que demacrarse a sí mismo para interpretar al drogadicto Dicky Ecklund junto a Micky Ward de Mark Wahlberg en el aclamado biopic del boxeo de David O. Russell, El luchador.

#### Dick Cheney
El actor británico interpretó al exvicepresidente de Estados Unidos, Dick Cheney en la película Vice. El cual tuvo que subir 18 kilos, raparse la cabeza y usar prótesis para lograr una semejanza con el político que fuera mano derecha de George W. Bush durante su presidencia.

#### Ken Miles
En la nueva película Ford v Ferrari el actor británico encarna al piloto de carreras Ken Miles, el cual tuvo que perder 30 kilos en sólo unos meses tras su trabajo por Vice, así como aprender a manejar autos deportivos bajo presión, emulando la exigencia de los pilotos deportivos.

### Crítica
Apreciado como uno de los más importantes representantes del "método" entre los actuales actores y como uno de los mejores intérpretes de la actualidad, la crítica ha alabado sus últimas interpretaciones. Como ejemplo, en The New Biographical Dictionary of Film, de David Thomson, 6.ª Edición, se le menciona en los siguientes términos: "Sentimos que su momento ha llegado -y suena la campana y aparece el hermano flaco y boxeador de The Fighter y se lleva el Óscar al mejor actor de reparto. Luego vienen Las flores de la guerra y The Dark Knight rises.
Bale, a pesar de la participación en grandes producciones, continúa involucrado en el cine independiente, y ha destacado por su diversidad de papeles, dominio de diferentes acentos y sus duros regímenes alimenticios, por los que es capaz de ganar o perder peso según el guion.
A lo largo de su extensa y aclamada carrera de ya múltiples décadas, Christian Bale también se ha ganado una reputación como el rey indiscutible de las transformaciones físicas en Hollywood. Es un hombre capaz de asumir casi cualquier papel y encajar en el mismo de la manera más exacta posible. A lo largo de los años, ha demostrado que nadie más es capaz de llevar su cuerpo del borde de la desnutrición a la obesidad mórbida o la dulzura absoluta de una manera tan profesional como Bale.

## Filmografía
| Año  | Título original              | Personaje                        | Notas                       | Ref.   |
| ---- | ---------------------------- | -------------------------------- | --------------------------- | ------ |
| 1987 | Mio in the Land of Faraway   | Jum-Jum / Benke                  |                             |        |
| 1987 | Empire of the Sun            | Jim Graham                       |                             |        |
| 1989 | Enrique V                    | Robin                            |                             |        |
| 1992 | Newsies                      | Jack «Cowboy» Kelly              |                             |        |
| 1993 | Swing Kids                   | Thomas Berger                    |                             |        |
| 1994 | Prince of Jutland            | Príncipe Amled                   |                             |        |
| 1994 | Little Women                 | Theodore «Laurie» Lawrence       |                             |        |
| 1995 | Pocahontas                   | Thomas                           | Actuación de voz            |        |
| 1996 | The Portrait of a Lady       | Edward Rosier                    |                             |        |
| 1996 | The Secret Agent             | Stevie                           |                             |        |
| 1997 | Metroland                    | Chris Lloyd                      |                             |        |
| 1998 | Velvet Goldmine              | Arthur Stuart                    |                             |        |
| 1998 | All the Little Animals       | Bobby Platt                      |                             |        |
| 1999 | A Midsummer Night's Dream    | Demetrius                        |                             |        |
| 2000 | American Psycho              | Patrick Bateman                  |                             |        |
| 2000 | Shaft                        | Walter Wade, Jr.                 |                             |        |
| 2001 | Captain Corelli's Mandolin   | Mandras                          |                             |        |
| 2002 | Laurel Canyon                | Sam                              |                             |        |
| 2002 | Reign of Fire                | Quinn Abercromby                 |                             |        |
| 2002 | Equilibrium                  | John Preston                     |                             |        |
| 2004 | The Machinist                | Trevor Reznik                    |                             |        |
| 2004 | Howl no Ugoku Shiro          | Howl Pendragon                   | Voz de doblaje (inlgés)     |        |
| 2005 | Batman Begins                | Bruce Wayne / Batman             |                             |        |
| 2005 | Harsh Times                  | Jim Luther Davis                 | También productor ejecutivo |        |
| 2005 | The New World                | John Rolfe                       |                             |        |
| 2006 | Rescue Dawn                  | Dieter Dengler                   |                             |        |
| 2006 | The Prestige                 | Alfred Borden / Fallon           |                             |        |
| 2007 | 3:10 to Yuma                 | Dan Evans                        |                             |        |
| 2007 | I'm Not There                | Jack Rollins / Pastor John       |                             |        |
| 2008 | The Dark Knight              | Bruce Wayne / Batman             |                             |        |
| 2009 | Terminator Salvation         | John Connor                      |                             |        |
| 2009 | Public Enemies               | Melvin Purvis                    |                             |        |
| 2010 | The Fighter                  | Dicky Eklund                     |                             |        |
| 2011 | The Flowers of War           | John Miller                      |                             |        |
| 2012 | The Dark Knight Rises        | Bruce Wayne / Batman             |                             |        |
| 2013 | Out of the Furnace           | Russell Baze                     |                             |        |
| 2013 | American Hustle              | Irving Rosenfeld                 |                             |        |
| 2014 | Exodus: Dioses y reyes       | Moisés                           |                             |        |
| 2015 | Knight of Cups               | Rick                             |                             |        |
| 2015 | The Big Short                | Michael Burry                    |                             |        |
| 2016 | The Promise                  | Christopher «Chris» Myers        |                             |        |
| 2017 | Hostiles                     | Capitán Joseph J. Blocker        |                             |        |
| 2018 | Mowgli: Legend of the Jungle | Bagheera (captura de movimiento) | Actuación de voz            |        |
| 2018 | El vicio del poder           | Dick Cheney                      |                             |        |
| 2019 | Ford v Ferrari               | Ken Miles                        |                             |        |
| 2022 | Thor: Amor y Trueno          | Gorr el Carnicero de Dioses      |                             |        |
| 2022 | Amsterdam                    | Burt Berendsen                   |                             |        |
| 2022 | The Pale Blue Eye            | Detective Augustus Landor        |                             |        |
| 2023 | The Boy and the Heron        | Shoichi Maki                     | Voz de doblaje (inlgés)     |        |
| 2025 | The Bride!                   | Frankestein                      |                             | [ 15 ] |

| Año  | Título                         | Personaje                    | Notas                    |
| ---- | ------------------------------ | ---------------------------- | ------------------------ |
| 1986 | Anastasia: The Mystery of Anna | Alekséi Nikoláyevich Románov | Película para televisión |
| 1987 | Heart of the Country           | Ben Harris                   | 4 episodios (miniserie)  |
| 1990 | Treasure Island                | Jim Hawkins                  | Película para televisión |
| 1991 | A Murder of Quality            | Tim Perkins                  | Película para televisión |
| 1999 | Mary, Mother of Jesus          | Jesús de Nazaret             | Película para televisión |

## Reconocimientos artísticos

### Premios Óscar
| Año  | Categoría              | Película        | Resultado |
| ---- | ---------------------- | --------------- | --------- |
| 2011 | Mejor actor de reparto | The Fighter     | Ganador   |
| 2014 | Mejor actor            | American Hustle | Nominado  |
| 2016 | Mejor actor de reparto | La gran apuesta | Nominado  |
| 2019 | Mejor actor            | Vice            | Nominado  |

### Premios BAFTA
| Año  | Categoría              | Película        | Resultado |
| ---- | ---------------------- | --------------- | --------- |
| 2010 | Mejor actor de reparto | The Fighter     | Nominado  |
| 2013 | Mejor actor            | American Hustle | Nominado  |
| 2015 | Mejor actor de reparto | La gran apuesta | Nominado  |
| 2018 | Mejor actor            | Vice            | Nominado  |

### Premios Globo de Oro
| Año  | Categoría                       | Película        | Resultado |
| ---- | ------------------------------- | --------------- | --------- |
| 2011 | Mejor actor de reparto          | The Fighter     | Ganador   |
| 2014 | Mejor actor - Comedia o musical | American Hustle | Nominado  |
| 2016 | Mejor actor - Comedia o musical | La gran apuesta | Nominado  |
| 2018 | Mejor actor - Comedia o musical | Vice            | Ganador   |
| 2019 | Mejor actor - Drama             | Ford v Ferrari  | Nominado  |

### Premios del Sindicato de Actores
| Año  | Categoría              | Película        | Resultado |
| ---- | ---------------------- | --------------- | --------- |
| 2008 | Mejor actor de reparto | 3:10 to Yuma    | Nominado  |
| 2011 | Mejor actor de reparto | The Fighter     | Ganador   |
| 2011 | Mejor reparto          | The Fighter     | Nominado  |
| 2014 | Mejor reparto          | American Hustle | Ganador   |
| 2016 | Mejor actor de reparto | La gran apuesta | Nominado  |
| 2018 | Mejor actor            | Vice            | Nominado  |
| 2019 | Mejor actor            | Ford v Ferrari  | Nominado  |

### Crítica Cinematográfica
| Año  | Categoría              | Película              | Resultado |
| ---- | ---------------------- | --------------------- | --------- |
| 2009 | Mejor reparto          | The Dark Knight       | Nominado  |
| 2011 | Mejor reparto          | The Fighter           | Ganador   |
| 2011 | Mejor actor de reparto | The Fighter           | Ganador   |
| 2012 | Mejor actor de Acción  | The Dark Knight Rises | Nominado  |
| 2014 | Mejor reparto          | American Hustle       | Ganador   |
| 2014 | Mejor actor            | American Hustle       | Nominado  |
| 2014 | Mejor actor de comedia | American Hustle       | Nominado  |
| 2016 | Mejor reparto          | La gran apuesta       | Nominado  |
| 2016 | Mejor actor de comedia | La gran apuesta       | Ganador   |
| 2019 | Mejor actor            | Vice                  | Ganador   |
| 2019 | Mejor actor de comedia | Vice                  | Ganador   |